# Bodtjärnarna (Fjällsjö socken, Ångermanland)
Bodtjärnarna är en sjö i Strömsunds kommun i Ångermanland och ingår i Ångermanälvens huvudavrinningsområde.